# إيدنس زيرو
إيدنس زيرو (بالإنجليزية: Edens Zero)‏ هي سلسلة مانغا يابانية من تأليف هيرو ماشيما تنشر في مجلة شونن الأسبوعية منذ يونيو 2018 تم جمعها في 18 تانكوبون وتم عمل مسلسل أنمي من إنتاج جاي سي ستاف عرض في أبريل حتى أكتوبر 2021.